# Kermeter

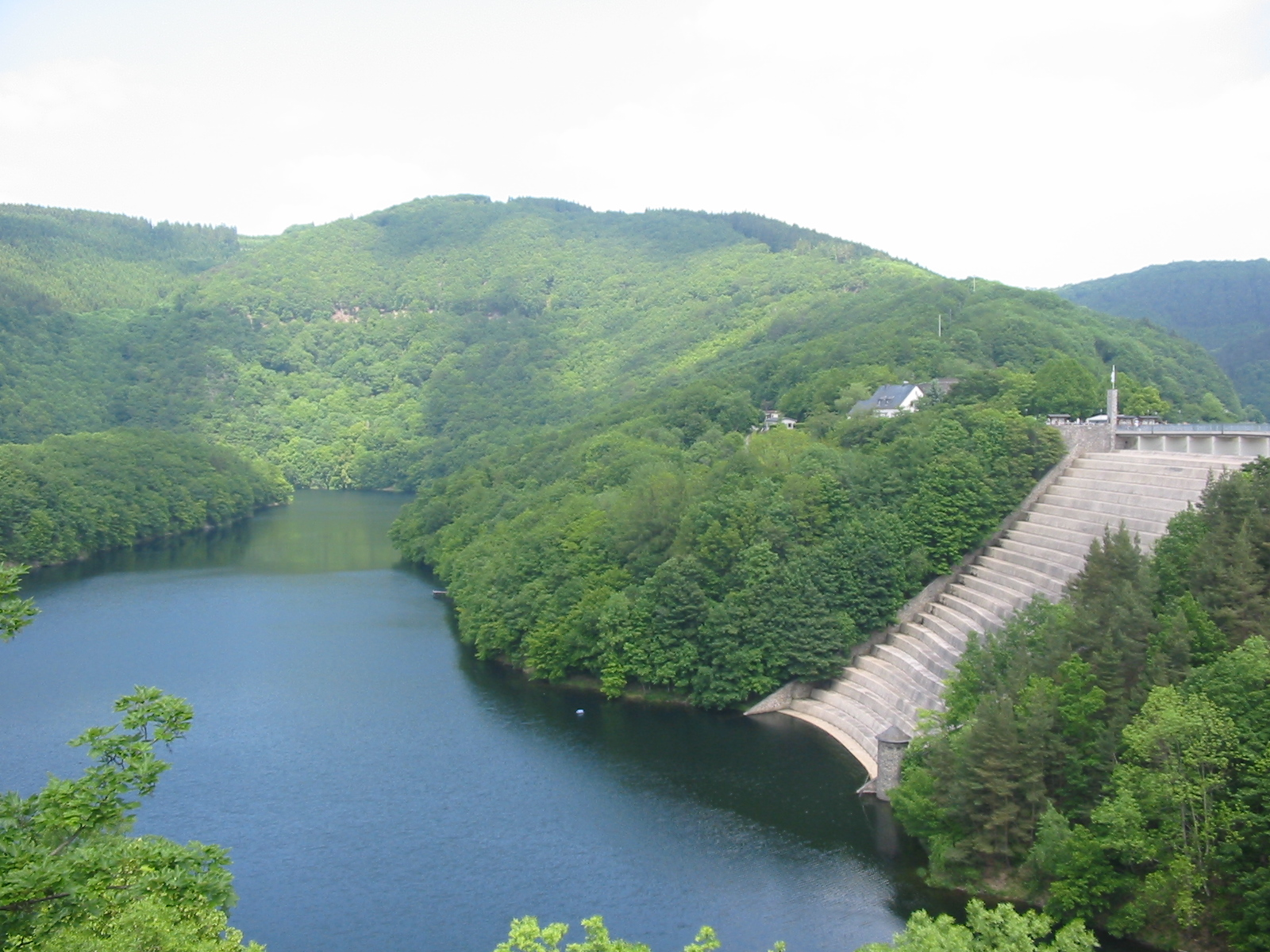
Kermeter: en primer pla l'Obersee -pre-conca de la presa de Rur- i la paret del pantà d'Urft.

Kermeter és una regió de terres altes, de fins a 527,8 m sobre el nivell de la mar, que forma part de la regió d'Eifel del Nord als districtes d'Aquisgrà, Düren i Euskirchen a la part sud-oest de l'estat de Rin del Nord-Westfàlia a Alemanya.
La cresta Kermeter està coberta per un bosc, d'uns 33 km² de superfície, un dels més grans contigus, de bosc de fulles caduques de Renània. Des de l'1 de gener de 2004, s'ha format la zona del Parc Nacional d'Eifel.

## Localització
Kermeter es troba al territori de les tres parròquies d'Eifel d'Heimbach, Simmerath i Schleiden. Limita al nord i a l'oest pel pantà del Rur -al voltant de 281,5 m sobre nivell de la mar- i, per tant, per la vall del Rur a la vora d'Heimbach, al sud-oest per l'Obersee -una pre-conca de la presa de Rur-, i al sud pel pantà d'Urft -al voltant de 322,5 m sobre nivell de la mar- i, per tant, amb la vall de l'Urft. Al sud-oest Kermeter té transicions a Wolfgarten i Gemünd en direcció de la part alta de Rotbach.
El punt més alt del Kermeter és un cim sense nom arrodonit -527,8 m sobre nivell de la mar- a prop Wolfgarten, on es troba el servei de bombers amb la torre d'observació Feuerwachtturm Wolfgarten.

## Paisatge i natura

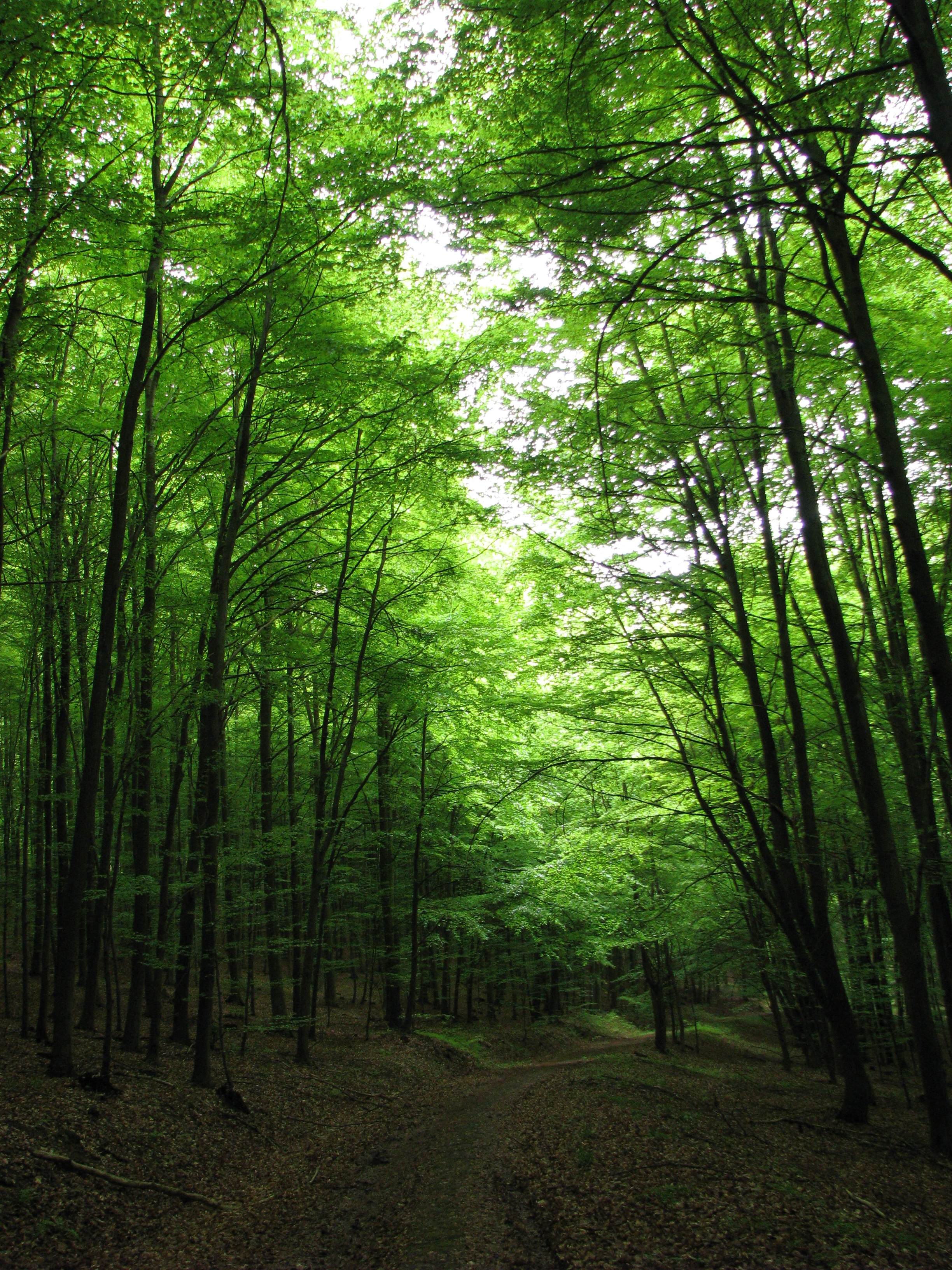
Fageda a Kermeter

El Kermeter té una superfície de 3.592 hectàrees, de les quals al voltant de 3.300 és una única àrea boscosa (l'anomenat «Kermeter-Hochwald» o «Kermeter High Forest»). El faig domina els vessants septentrionals humits i ombrejats (24%), en llocs amb arbres que tenen més de 200 anys d'antiguitat. Els roures dominen en els vessants més secs del sud (26%), interromputs per afloraments rocosos. Al començament del segle xxi, quasi la meitat de la superfície forestal encara constava d'avets, conseqüència de les mesures de reforestació després de la Segona Guerra Mundial. Tanmateix es preveu que en llarg termini les accions de l'avet es reduirà a favor dels boscos de fulla caduca.

## Cims
Entre els pujols i els punts alts del Kermeter estan els següents, d'acord amb el Deutsche Grundkarte i classificats per l'altitud en metres sobre el nivell de la mar: 
- Sense nom cim prop de Wolfgarten (527,8 m), al districte d'Euskirchen; és el pujol més alt del Kermeter.
- Hellberg (525,8 m)
- Wildbretshügel (525,3 m), al districte d'Euskirchen; bones vistes al pantà del Rur
- Theissenberg (522,4 m), al districte d'Euskirchen
- Verbrannter Berg (515,5 m); amb l'antic bosc Urwald Verbrannter Berg
- Winterberg (Wolfgarten) (503,4 m); amb Kermeterstollen per sota el seu vessant occidental
- Mauelter Berg (502,4 m); amb torre de vigilància d'incendis (inclòs transmissor) i pavelló de caça
- Honigberg (495 m), al districte de Düren
- Schweizer Berge, formació de pissarra als afores del sud del llac Urftsee (máx. 482,2 m)
- Böttenbachsberg (466,6 m)
- Weidenauer Berg (453,3 m), al districte de Düren
- Adamsberg (443,8 m)
- Altenberg (423 m); a la vora de l'abadia de Mariawald
- Griesberg (421,3 m); a la vora de l'abadia de Mariawald
- Winterberg (sud Kermeter) (404,8 m)
- Hohenberg (363,7 m)
- Tonsberg (333,3 m); amb castell en ruïnes